# 死の口づけ
死の口づけ（しのくちづけ、英：Kiss of death、伊：Il bacio della morte）とは、マフィアのボスや幹部（カポ）が、ファミリーの構成員に対して出す粛清を示すサイン（宣告）であり、通常は何らかの裏切りに対する懲罰として行われる。実態としては文化的なミームであり、これがどれだけ事実に基づいているかは不明確であり、作家の想像力により、文学や映画に登場する。具体的な例としては映画『バラキ』において、ヴィト・ジェノヴェーゼが、ジョゼフ・ヴァラキに死の口づけをして、彼のファミリーに対する裏切りが告知され、処刑されることを知らせるシーンがある。
また、この死の口づけは、恐喝や借金の取り立てにおける恐怖を与える手段としても使われており、被害者をパニック状態に陥らせ、命乞いのために何でもするという状況に落とし込む狙いがある。

## 起源
正確な起源は不明だが、イタリアの文献によれば、「死の口づけ（bacio della morte）」は、死刑判決の執行を任された暗殺者に与えられたキスであり、それは厳粛な判決であることを裏付けし、任務の成功を願うかのように見えるものであった。また、別の一説によれば、イスカリオテのユダが、イエス・キリストを裏切る際に、彼を探していた兵士たちに目印として行ったキスを指しているとも言われる（ユダの接吻）。その最古の使用例は少なくとも19世紀のシチリアまで遡れる。

## 実例
刑務所に収監中、ヴィト・ジェノヴェーゼは、配下であるジョゼフ・ヴァラキの頬にキスをしたが、ヴァラキはこれを「死の口づけ」だと認識したと後に証言した。

## 文学
- ピーター・マース（英語版）の『ヴァラキ文書』（1968年）。※1972年の映画『バラキ』の原作

## 映画
- 1947年：死の接吻
- 1972年：バラキ
- 1974年：ゴッドファーザー PART II - マイケル・コルレオーネはキスによって実兄フレドの粛清の決定を腹心アル・ネリに暗に知らせる
- 1986年：教授と呼ばれた男（英語版）
- 1995年：死の接吻